# Doryodes latistriga
Doryodes latistriga  (лат.) — вид бабочек-совок рода Doryodes из подсемейства ленточниц (Catocalinae). Эндемики Северной Америки.

## Распространение
Северная Америка (атлантическое побережье): США, Алабама, Луизиана, Миссисипи. В районах приливных ручьёв и солончаков.

## Описание
Бабочки мелких размеров с заострёнными к вершине передними крыльями. Сходен с близким видом Doryodes broui, но крупнее его, а также отличается строением гениталий. Размах передних крыльев самцов 14,5-18 мм, самок 17,5-20,0 мм. Передние крылья желтовато-коричневые; имеют продольные полосы. Усики самцов — гребенчатые. Брюшко вытянутое, глаза округлые, оцеллии отсутствуют. Вид был впервые описан в 2015 году американскими энтомологами Дональдом Лафонтенем (J. Donald Lafontaine, Agriculture and Agri-Food Canada, Оттава, Канада) и Боллингом Салливаном (J. Bolling Sullivan; Beaufort, США).